# De Stefano 1913
Genaro y Andrés De Stefano S.A., conocida comercialmente como De Stefano 1913, es una empresa argentina dedicada a la elaboración y comercialización de superficies pétreas y materiales sintéticos para arquitectura y construcción. Fundada en 1913, tiene su sede en Ciudadela, en el partido de Tres de Febrero, provincia de Buenos Aires.
La empresa ha sido objeto de demandas judiciales motivadas por acusaciones de desvíos de fondos y cuestionamientos realizados a la administración llevada a cabo por la familia De Stefano desde el directorio de la compañía.

## Historia
La empresa fue fundada en Argentina en 1913 por Genaro De Stefano y se dedicó a la comercialización de mármol. Con el tiempo, incorporó procesos de extracción y procesamiento. Actualmente, posee canteras de granito y pórfido en el país, además de tres plantas industriales, dos aserraderos de granito y una planta destinada al procesamiento de pórfido.
Es una de las principales dominantes del mercado argentino de mármoles, granitos y otros insumos utilizados en la construcción y la decoración, como revestimientos y grifería. Entre las marcas que comercializa y distribuye, se incluyen la empresa japonesa de sanitarios Toto, la de mármol Purastone, Johnson Aceros y las de revestimientos y muebles de cocina Neolith y Pitt Cooking.

## Críticas y controversias
En 2024, accionistas minoritarios promovieron acciones legales por presuntas irregularidades en la gestión del directorio de la empresa por supuestas maniobras de desvío de fondos y ocultamiento de información. En 2025, un fallo judicial ordenó a sus directores actuales -Pablo De Stefano, Diego De Stefano, Santiago De Stefano y Eduardo Rubio Domínguez- y a los que lo fueron hasta el año pasado -Javier De Stefano y Matías González Orcoyen- a brindar mayor transparencia respecto a la información societaria, incluyendo documentación sobre sueldos, beneficios, movimientos de fondos, contrataciones participaciones y vínculos comerciales con otras compañías en los que algunos accionistas mayoritarios tendrían intereses directos.